# 磯村芳幸
磯村 芳幸（いそむら よしゆき、1955年9月6日 - 2009年8月21日）は愛知県出身のプロゴルファー。

## 来歴
大府高校卒業後の1979年にプロとなり、1980年の日本プロでは2日目に尾崎健夫と共に首位と1打差の3位に着けた。
1981年の和歌山オープンでは最終日の8番までプロデビュー戦の倉本昌弘に3打差を付けて首位であったが、9番で第2打をピン2mに付けた倉本にイーグルを奪われて一気に差を縮められると 、10、11番でも連続バーディを決めて逆転される。
1985年にはデサント大阪オープンで寺元明男と並んでの5位タイに入り、1986年には関西オープンで最終日の最終ホールをバーディーで飾り、市川良翁・吉川一雄・前田新作・井上久雄・杉原輝雄・金山和雄・甲斐俊光を抑えて初優勝 。日本オープンでは中嶋常幸・青木功・尾崎将司に次ぐと同時に尾崎健と並んでの4位タイ に入った。
1987年はポカリスエットオープンで逃げ切りを図るも吉村金八に捕らえられてプレーオフに突入し、磯村は1ホール目18番ミドルホールでボギーを叩き、パーの吉村の逆転優勝を許す2位に終わる。ミズノオープンでは須貝昇・山本善隆・倉本と並んでの5位タイ 、広島オープンでは中村忠夫・呂良煥（中華民国）と並んでの2位タイ、デサント大阪オープンでは最終日に69をマークして中川敏明と並んでの2位タイ、倉本が24アンダーの日本新記録を達成して優勝したマルマンオープンでは尾崎直道と並んでの4位タイ に入った。
1988年は日経カップ 中村寅吉メモリアルで新関善美と並んでの4位タイ、全日空オープンでは真板潔・東聡と並んでの9位タイ、ブリヂストンオープンで長谷川勝治・山本・河野和重・謝玉樹（中華民国）と並んでの8位タイに入る。VISA太平洋マスターズでは2日目には通算6アンダーとスコアを伸ばして単独で首位に躍り出ると、セベ・バレステロス（スペイン）の3位タイ に入った。
1989年にはテーラーメイド瀬戸内海オープンでは泉川ピートと並んでの7位タイ、ポカリスエットオープンでは新関、ウェイン・スミス（オーストラリア）、甲斐・上野忠美と並んでの8位タイ、ブリヂストン阿蘇オープンでは3日間通算11アンダーで首位に立ってクレイグ・パリー（オーストラリア）の2位、フジサンケイクラシックでは鷹巣南雄・尾崎直・陳志忠（中華民国）と並んでの6位タイ、関西プロでは上西博昭・杉原・高崎龍雄と並んでの6位タイ、日経カップ 中村寅吉メモリアル4位タイ、関西オープンでは木村政信・井上と並んでの8位タイに入った。同年には新関と共にワールドカップ日本代表に選出されたが、団体16位に終わる。
1990年にはツアー開幕前に最後の開催となったくずは国際で初日を板井榮一・杉原輝雄と共に66をマークして首位タイでスタートし、最終日には68をマークして加瀬秀樹・甲斐と並んでの4位タイに入った。
1990年は関西オープン7位、VISA太平洋マスターズではホセ・マリア・オラサバル（スペイン）の5位に入る。
1991年は第一不動産カップで尾崎将と並んでの5位タイ、ダイドードリンコ静岡オープンでは友利勝良・山本洋一と並んで10位タイ、フィランスロピータケダカップ3位に入った。
1992年はダンロップオープン8位タイ・日経カップ 中村寅吉メモリアル7位タイに入り、1993年には後楽園カップでプレーオフを制して2勝目を挙げるが、1994年の日経カップ 中村寅吉メモリアルを最後にレギュラーツアーから引退。
2009年8月21日午後1時22分、腎臓がんのため名古屋市昭和区の病院で死去。53歳没。

## 主な優勝
- 1986年 - 関西オープン
- 1993年 - 後楽園カップ